# 자산어보 (영화)
《자산어보》는 2021년 3월 31일에 공개된 대한민국의 영화이다. 이준익 감독의 14번째 영화이며 8번째 사극이다.

## 시놉시스
어서는 1801년을 배경으로 한 조선시대 선비 정약전(1758~1816)(설경구)의 이야기를 그린 흑백 사극이다. 그는 조선 순조 1801년 천주교 박해 때 흑산도로 유배되었다. 그곳에서 그는 자산어보라는 물고기 백과사전을 썼다. 영화 속 가상의 인물 창대(변요한)는 젊고 보수적이며 어부를 배우고 싶어하는 열성적인 인물이다.

## 캐스팅
- 설경구: 정약전 역
- 변요한: 장창대 역
- 이정은: 가거댁 역
- 민도희: 복례 역
- 차순배: 풍헌 역
- 강기영: 이강회 역
- 동방우: 나주 목사 역
- 정진영: 정조 역
- 김의성: 장진사 역
- 방은진: 창대 모 역
- 류승룡: 정약용 역
- 조우진: 엄부길 역
- 최원영: 정약종 역
- 윤경호: 문순득 역
- 조승연: 이벽 역
- 임성재: 나주 남편 역
- 류성현: (전라도진졸1 사투리 자문) 역
- 황인보 : 백성 1 역
- 김준한 : 황사영 역
- 최재훈 : 흑산진 아전 2 역

## 수상 목록
- 2021년 제57회 백상예술대상 영화부문 대상 (이준익)
- 2021년 제30회 부일영화상 최우수감독상 (이준익)
- 2021년 제42회 청룡영화상 남우주연상 (설경구)
- 2021년 제42회 청룡영화상 각본상 (김세겸)
- 2021년 제42회 청룡영화상 편집상 (김정훈)
- 2021년 제42회 청룡영화상 촬영조명상 (이의태, 유혁준)
- 2021년 제42회 청룡영화상 음악상 (방준석)
- 2022년 제20회 디렉터스 컷 어워즈 올해의 각본상 (김세겸)